# Internationaler Heidelberger Rollstuhlmarathon
Der Internationale Heidelberger (Maxi-) Rollstuhlmarathon war eine Sportveranstaltung für Menschen sowohl mit als auch ohne Handicap. Im Zentrum des Sportevents stand der Rollstuhlmarathon, in dieser reinen Art eines von nur vier Rennen weltweit. Von 1989 bis 2019 wurde er alle zwei Jahre ausgetragen. Gleichzeitig war der Heidelberger Rollstuhlmarathon eine Station im Rahmen der Wettkampfserie „Handbike-Trophy“. Die Veranstaltung zeichnete sich durch ihren Inklusionscharakter aus, im Sinne eines sportlichen Miteinanders von Menschen mit und ohne körperliche Einschränkungen aus aller Welt.

## Geschichte
1989 fand der erste Rollstuhlmarathon mit 150 Teilnehmern statt. Gründer waren die Sportler Heini Köberle und Hennes Lübbering (beide mehrfache Medaillen-Gewinner bei den Paralympics) und der Journalist Werner Schneider. Seitdem entwickelte sich der Heidelberger Rollstuhlmarathon zu einem internationalen Wettkampf mit steigenden Teilnehmerzahlen. Im Juli 2013 wurde das Sportereignis zum zwölften Mal ausgetragen. Rund 500 Sportler aus 22 Ländern nahmen daran teil. Mit insgesamt mehr als 220 startenden Liegebikern wurde eine weltweit neue Rekordmarke in dieser Renndisziplin aufgestellt. Im Juli 2019 fand die 15. und damit letzte Veranstaltung statt. Zum 31. Dezember 2024 löst sich der Verein auf.

## Organisationsstruktur
Veranstaltet wurde der Internationale Heidelberger Rollstuhlmarathon vom Heidelberger Rollstuhl-Marathon e.V. mit dem Vorstandsvorsitzenden Joachim Schermuly. Schirmherr der Veranstaltung war traditionell der Oberbürgermeister der Stadt Heidelberg, aktuell Eckart Würzner. Für das Gelingen des Events waren bei jeder Auflage des Rollstuhlmarathons zahlreiche ehrenamtliche Helfer zuständig.

## Strecke
Die Strecke führte entlang des Neckars von Heidelberg nach Neckargemünd und wieder zurück. Die Sportler absolvierten den 22 km langen Rundkurs während des Rennens zweimal. Da so insgesamt 44 km zurückgelegt wurden, handelte es sich beim Heidelberger Rollstuhlmarathon um einen Maxi-Marathon. Nach der eigentlichen Marathon-Distanz (42,195 Kilometer) erfolgte die erste Zeitmessung, um die Vergleichbarkeit zu anderen Marathonveranstaltungen herzustellen.

## Statistik

### Siegerliste
Quelle: Website des Veranstalters

### Sieger Herren, Rennbike
| Rennen        | Sieger                | Nation | Zeit (Std.) |
| ------------- | --------------------- | ------ | ----------- |
| Marathon      | Vico Merklein         | GER    | 00:58:56    |
| Maxi-Marathon | Arkadiusz Skrzypinski | POL    | 01:02:47    |

### Siegerin Damen, Rennbike
| Rennen        | Sieger    | Nation | Zeit (Std.) |
| ------------- | --------- | ------ | ----------- |
| Marathon      | Silke Pan | GER    | 01:08:01    |
| Maxi-Marathon | Silke Pan | GER    | 01:12:25    |

### Rekorde
2013 stellten sowohl Vico Merklein (00:58:56) als auch Silke Pan (01:08:01) in ihren Klassen neue Weltbestzeiten auf. Vico Merklein unterbot erstmals die Zeit von einer Stunde und damit auch die bisherige Weltbestzeit von 01:00:03, die er selbst 2009 in Heidelberg gefahren war. Silke Pan war deutlich schneller als die bisherige Bestzeit von 01:14:11, die Sandra Graf 2012 in Rosenau aufgestellt hatte.

## Rennablauf
Beim Internationalen Heidelberger Rollstuhlmarathon waren verschiedene Rennklassen und Sportgeräte zugelassen. Die Sportler starteten zeitversetzt. Als erste Gruppe gingen die Renn- und Handbiker auf die Strecke, da diese Geräte die höchsten Geschwindigkeiten erlauben. Danach starteten die Rennrollstuhlfahrer, dann die Teilnehmer des Junioren-Halbmarathons und am Ende die Sportler, die mit Anklemmbikes, Dreirädern oder Rennrollstühlen den Halbmarathon absolvieren. Die Rennklassen richteten sich nach der Schwere des Handicaps der Sportler. Im weiteren Verlauf des Tages fanden ein Inline-Skater-Rennen (22 Kilometer) und ein Kinderlauf (2,1 Kilometer), der „Mobifantencup“, statt.
2013 gab es erstmals ein Prominentenrennen mit regionalen Persönlichkeiten aus Politik, Wirtschaft und Sport.

## Beim Rollstuhlmarathon zugelassene Sportgeräte

### Rennrollstuhl
Die Geschichte des Rennrollstuhls begann in den 1970er-Jahren mit von Sportlern selbst umgebauten Alltagsrollstühlen. 1980 startete die Entwicklung echter Rennrollstühle. Zunächst hatten die Modelle vier Reifen, was jedoch wegen geringer Spurtreue zu einer niedrigeren Geschwindigkeit führte. So setzten sich ab 1987 dreirädrige Geräte mit nur einem Laufrad durch.
Die Vorwärtsbewegung erfolgt durch kraftvolles Schlagen der Hände auf die Greifringe.

### Anklemmbike
Das Anklemmbike gehört zur Gruppe der Handbikes. Es kann an jeden handelsüblichen Rollstuhl montiert werden und besteht in der Regel aus einem Rad inklusive Antriebssystem. Durch das Anklemmen des Vorderrads verlieren die beiden kleinen Räder des Rollstuhls den Bodenkontakt, es entsteht eine Art Dreirad. Das Anklemmbike wird über eine Handkurbel und Schaltung mit den Armen betrieben. Die Möglichkeit des Aufrüstens mit einem Motor besteht für Menschen mit geringer Muskelkraft in diesen Gliedmaßen. Im Breitensport ist dieses Sportgerät sehr weit verbreitet.

### Rennbike
Hauptsächlich für Radrennen oder Langstreckentouren genutzte Handbikes werden Rennbikes genannt. Auch dieses Handbike wird mit den Armen betrieben, ist jedoch im Gegensatz zum Anklemmbike ein eigenes Sportgerät, in welches der Sportler umsteigen muss. Rennbikes werden je nach der Sitzposition des Sportlers in Liege-, Sitz- oder Kniebikes unterschieden. Da sich die Sitzvorrichtung im Vergleich zu den Anklemmbikes viel näher am Boden befindet, erreicht das Rennbike vor allem in Kurven höhere Geschwindigkeiten und mehr Fahrstabilität.

### Dreirad
Optisch ähnelt das Dreirad einem gewöhnlichen Fahrrad, an das ein zusätzlicher Reifen montiert wurde. Es ist kippsicher und einfach zu bewegen, wodurch es für Sportler mit Mobilitätseinschränkungen, Gleichgewichtsstörungen oder multipler Sklerose geeignet ist. Bei diesem Sportgerät wird zwischen Frontdreirädern mit einer Doppelbereifung vorne und Dreirädern mit zwei Rädern hinten unterschieden.